# 로버트 리 무어
로버트 리 무어(영어: Robert Lee Moore IPA: [ˈɹɒbə(ɹ)t liː mʊə(ɹ)], 1882~1974)는 미국의 수학자이다. 일반위상수학에 기여하였다.

## 생애
무어의 아버지는 뉴잉글랜드 출신이었지만, 미국 남북 전쟁에서 아메리카 연합국군에 입대하여 참전하였다. 전후 당시 작은 마을이던 댈러스에서 가게를 운영하였고, 6명의 자녀를 두었다. 이 가운데 로버트 리 무어는 5번째였으며, 그 이름은 아메리카 연합국 장교 로버트 E. 리를 딴 것이다.
어려서 미적분학을 독학으로 공부하였고, 15세에 텍사스 대학교 오스틴에 입학하여, 4년 과정인 학사 과정을 3년만에 졸업하였다. 이후 1년 동안 텍사스 대학교 오스틴에서 조교로 있었고, 1년 동안 고등학교 교사로 일했다. 1905년에 시카고 대학교에서 박사 학위를 수여받았다.
이후 1년 동안 테네시 대학교, 2년 동안 프린스턴 대학교, 3년 동안 노스웨스턴 대학교에서 가르쳤다. 1910년에 마거릿 매클릴런드 키(영어: Margaret MacLelland Key)와 결혼하였으나, 평생 자녀를 두지 않았다. 1911년에 펜실베이니아 대학교 교수가 되었다. 1920년에 귀향하여 텍사스 대학교 오스틴의 조교수가 되었고, 1923년에 정교수로 승진하였다.
무어는 독특한 교육 방법을 창시하였으며, 이는 오늘날 "무어 방법"(영어: Moore method)으로 불린다. 무어 방법에서, 교수는 단지 몇 개의 공리들과 정의·정리들을 나열하고, 이들의 의의를 간단히 설명한 뒤, 학생들에게 이 정리들을 1번부터 증명하라고 지시한다. 첫 학생이 1번 정리를 증명하려 한 뒤, 다른 학생들은 그 증명이 옳은지를 검증한다. 옳다면 다음 학생은 2번 정리를 증명하게 되며, 만약 그르다면 원래 학생은 증명을 올바르게 고치려고 시도하며, 만약 실패한다면 기회는 다음 학생으로 넘어간다.
무어는 흑인 학생들에 대하여 인종 차별적으로 대하였다. 텍사스 대학교 오스틴에 흑인 학생들이 입학하기 시작하자, 무어는 자신이 가르치는 과목들에 흑인 학생들이 수강하는 것을 거부하였으며, 이는 1960~1970년대까지 계속되었다. 한때, 흑인 학생 워커 헌트(영어: Walker E. Hunt)가 무어의 과목을 수강하려 하자, 무어는 다음과 같이 말했다.
| “ | 수강하고 싶다면 맘대로 하게. 그러나 자네는 잘하면 C 학점 밖에 줄 수 없네. You are welcome to take my course but you start with a C and can only go down from there. | ” |
|   | — |   |

또한, 한때 다른 수학자의 강연에 참석하였다가, 강사가 흑인이라는 것을 알고는 참석하기를 거부하였다.
1969년에 87세의 나이로 은퇴하였고, 1974년에 오스틴에서 사망하였다.